# Wanted! The Outlaws
Wanted! The Outlaws är ett countryalbum från 1976 med artisterna Waylon Jennings, Willie Nelson, Jessi Colter och Tompall Glaser. Skivan, som i praktiken är ett samlingsalbum med redan tidigare utgivna låtar, placerade sig på förstaplatsen på Billboards lista för countryalbum under sex veckor.
Wanted! The Outlaws blev den första countryskiva som belönades med en platinaskiva med en miljon exemplar.
Skivan återutgavs år 1996 i en utökad jubileumsutgåva med 10 bonusspår.
Wanted! The Outlaws bidrog till att begreppet Outlaw country, som tidigare hade använts av Waylon Jennings på hans skiva Ladies Love Outlaw (1972), blev en symbol för en modernare form av country som skiljde sig från genrens tidigare huvudfåra.